# タクアリ (砲艦・2代)
タクアリ (Tacuarí) はパラグアイ海軍の砲艦。元の艦名は「Adolfo Riquelme」。

## 要目
- 排水量：軽荷260トン、常備310トン、砲艦時の最大360トン、輸送艦時の最大400トン
- 長さ：垂線間長39.38m、全長41.00m
- 幅：7.32m（最大7.63m）
- 吃水：軽荷1.5m、常備1.68m、砲艦時の最大1.83m、輸送艦時の最大2.40m[2]
- 主機主缶：建造時は複式機関2基（250指示馬力）、ヤーロー式ボイラー2基、2軸推進、輸送艦時はディーゼル機関2基（375rpmで各136kW）、2軸推進
- 速力：10ノット、最大13ノット
- 兵装：1926年時点ではヴィッカース76mm砲2門、ホチキス57mm砲2門、マキシム37mm2ポンド砲2門、1929年時点ではヴィッカース76mm砲2門、アームストロング63.5mm（2と1/2インチ）砲2門、マキシム37mm2ポンド砲2門、1932年から1935年はヴィッカース76mm砲2門、マキシム37mm2ポンド砲2門、機銃2挺。輸送艦時は兵装無し。
- 乗員：74名（1915年）、55名（1926年）

出典

## 艦歴
元は1907年にアイルランドのT. & J. Hosking社で建造されたヨット「Clover」で、1911年初めに取得され、同年12月に「Adolfo Riquelme」としてパラグアイ海軍に編入された。

### 内戦
1922年から1923年の内戦では「Adolfo Riquelme」はLoyalist側となる。1922年6月の第3週と7月の第1週にエンカルナシオンの反乱軍陣地を砲撃したが、後者の際にエンカルナシオン近くのPacu-Cuáにあったクルップ75mm砲1門とマキシム37mm砲1門を有する砲台からの攻撃で損傷し、撤退した。7月31日、1機のSVA.10による機銃掃射と爆撃を受けたが、被害はわずかであった。8月1日には1機のSVA.5が投下した2発の爆弾が「Adolfo Riquelme」から30mの場所で爆発し、若干の被害を受けた。9月2日、再び反乱軍陣地を砲撃し、敵を撤退させた。9月5日、反乱軍のボートが即席の魚雷で「Adolfo Riquelme」を攻撃しようとしたが、哨戒艇「Coronel Martinez」によって沈められた。
その後「Adolfo Riquelme」はアスンシオンで兵員100名を乗せ、また火器を積んで9月10日に兵員を乗せた艀を曳航する曳船「Castelli」とともに出航し、エンカルナシオン近くのIsla de Medioへ上陸させたが、同地は既に放棄されていたため9月16日にIsla del Paranaへ改めて上陸させた。10月7日、1機のSVA.5による爆撃を受け、若干の被害を被った。
1930年7月30日、「タクアリ」と改名。

### チャコ戦争
1932年、チャコ戦争が勃発。8月5日に「タクアリ」は艀「Irene」、「Bahia Negra」とともに砲兵の輸送任務に就いて北へ向かい、8月13日にアスンシオンに戻った。12月22日、「タクアリ」はBahía Negraでボリビア軍のビッカース ヴェスパ3機、ないし2機のビッカース149型ヴェスパIIIと1機のVickers Type 143 Bolivian Scoutの攻撃を受けた。「タクアリ」は37mm砲で1基に命中弾を与え、同機は不時着した。12月24日にも攻撃を受け、機銃掃射で負傷者が出た。その後は「タクアリ」は輸送任務に就いている。

### その後
「タクアリ」はホセ・フェリクス・エスティガリビア・インサウラルデ大統領のヨットに改装されることになったが、エスティガリビアが1940年に死亡したことで取りやめとなった。1944年から1945年にかけて「タクアリ」は機関や上構の大半が撤去されて貨物艀にされた。1949年にパラナ川上流とブエノス・アイレスの間で運行可能な輸送艦への改装が決定されるが、ディーゼル機関が購入されたのは1952年、発電機や補機が購入されたのは1966年で、「タクアリ」は1952年から1966年まで船台上にあった。無動力の艀に1980年に改装されたようである。艀時の全長は39.50m、幅は7.65m、吃水は1.5mで、貨物搭載量は200トンであった。2009年2月24日付で競売に出された。